# Йоханнесен, Карл
Карл Йоха́нненсен (фар. Karl Johannesen; 1936, Тофтир, Фарерские острова — 2003, там же) — фарерский футболист, полузащитник. Один из «отцов» тофтирского футбола.

## Биография
Карл был одним из группы энтузиастов, в 1952 году основавших в Тофтире первый футбольный клуб «Зиг-Заг». Он лично выступал за эту команду на протяжении 11 сезонов в первом дивизионе Фарерских островов. В 1962 году Карл был одним из инициаторов создания Тофтирского Спортивного Клуба. Поскольку «Зиг-Заг» был расформирован, а Тофтирскому Спортивному Клубу не удалось собрать футбольную команду на сезон-1963, игрок присоединился к «ТБ».
В составе коллектива из Твёройри Карл дебютировал в высшем фарерском дивизионе: 25 мая 1963 года он отыграл 20 минут в поединке с клаксвуйкским «КИ». В том сезоне игрок также принял участие во встрече с «ХБ» 14 июля, целиком проведя её на позиции вратаря и пропустив 4 гола. 19 мая 1966 года полузащитник забил свой первый гол на высшем уровне, поразив ворота «ВБ». В 1968 году он ушёл из «ТБ», чтобы стать игроком первого состава «Б68» — футбольного коллектива при Тофтирском Спортивном Клубе, которому наконец удалось сформировать команду на розыгрыш первого дивизиона. По ходу сезона-1968 Карл возвращался в «ТБ» на один матч: это был полуфинал Кубка Фарерских островов против «ХБ», в котором полузащитник отметился забитым голом.
После 1968 года Карл более в футбол не играл. Бывший футболист скончался в 2003 году в родном Тофтире.

## Достижения
«ТБ»
- Вице-чемпион Фарерских островов: 1964